# 聖彌額爾堂 (永川)
聖彌額爾堂，又名永川彌額爾堂，俗稱永川天主堂或中山天主堂，是一座位於重慶市永川區中山路書院巷9號的天主教堂，奉總領天神彌額爾為主保，屬天主教重慶總教區。

## 概述
1901年，法國巴黎外方傳教會董神父（Jean-Hippolyte Mommaton）在永川購地，次年由范諾神父設計開始建堂，1904年落成。教堂建築包含鐘樓、經堂、聖母山及附屬房屋。總佔地面積11,716平方米。堂內豎立16根巴洛克式圓柱，面積631平方米，可同時容納1,000多人舉行彌撒儀式。鐘樓有五層樓高，懸掛法國製銅鐘。教堂正中供有三米高的總領天神彌額爾像，左右小祭壇置有耶穌像、聖母像及聖若瑟像。1913年在堂區開辦有兆署私立小學。
1949年後教堂受到嚴重破壞，曾有的圓雕大理石耶穌像和銅鐘均被毀，聖職人員被逐出教堂，左邊廂房遭全部拆毀，直到1980年才重新開堂。